# هوكر 800
هوكر 800 (بالإنجليزية: Hawker 800)‏ هي طائرة رجال الأعمال متوسطة الحجم، ذات محركين، وهي تطوير لطائرة بريتش ايروسبيس 125، ويتم تجميعها من قبل هوكر بيتش كرافت أنتجت في 1983. وأول طيران لها كان في 26 يونيو 1983. صنع منها 650 طائرة.

## التصميم

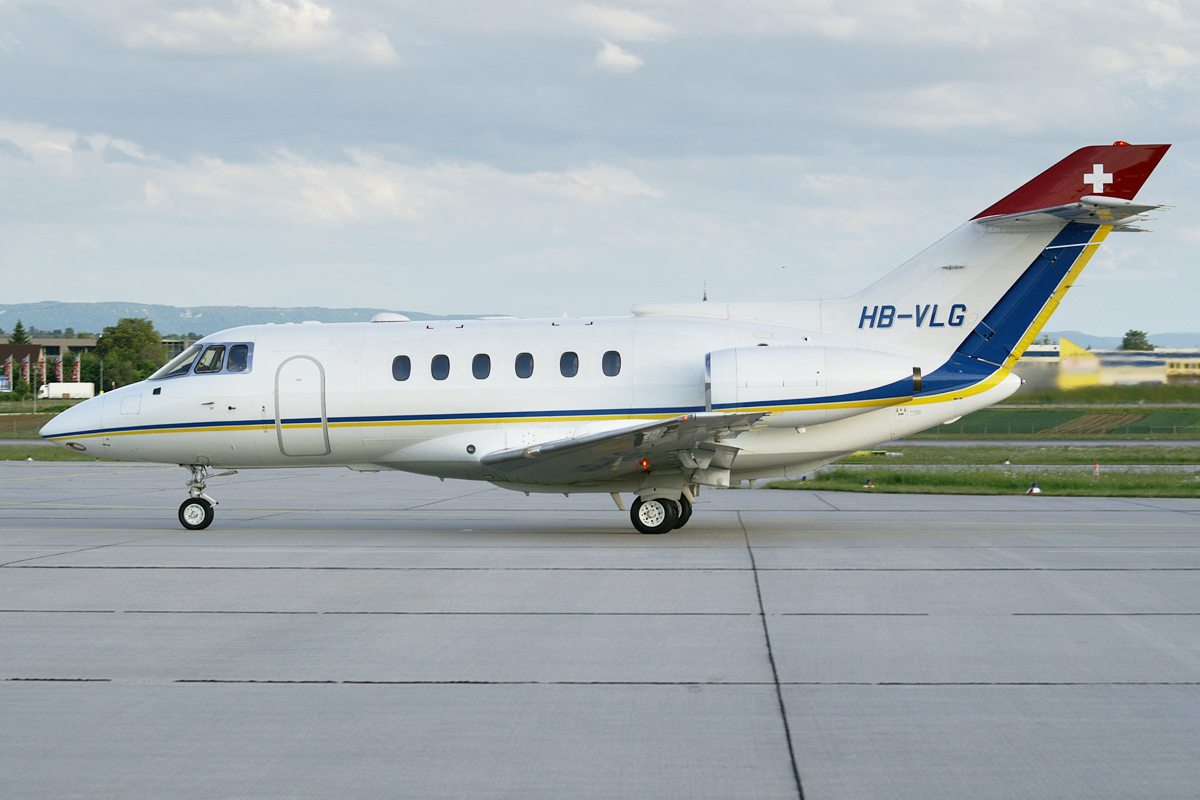
رايثيون هوكر 800

## لمتغيرات

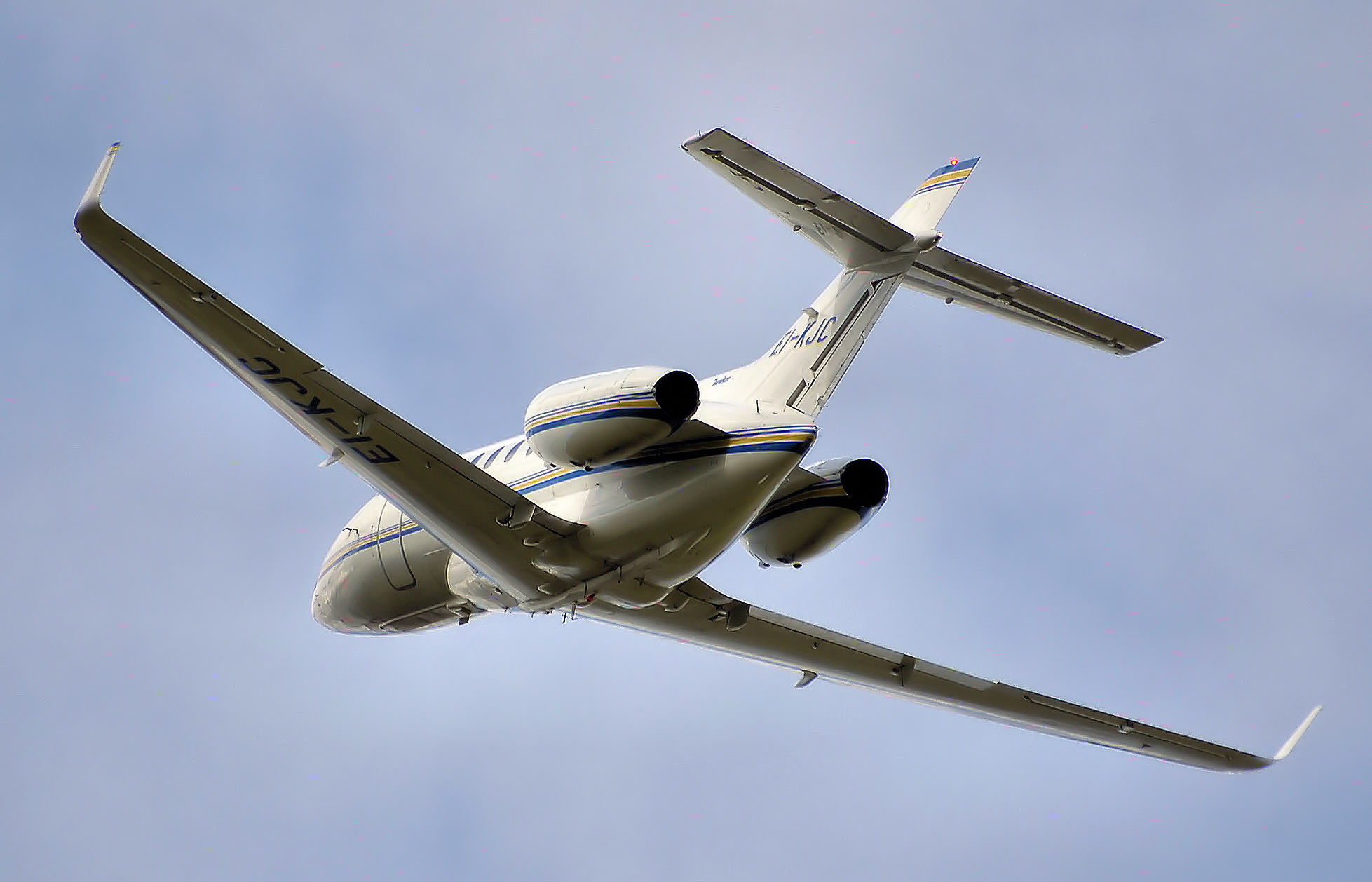
هوكر 850XP تقلع

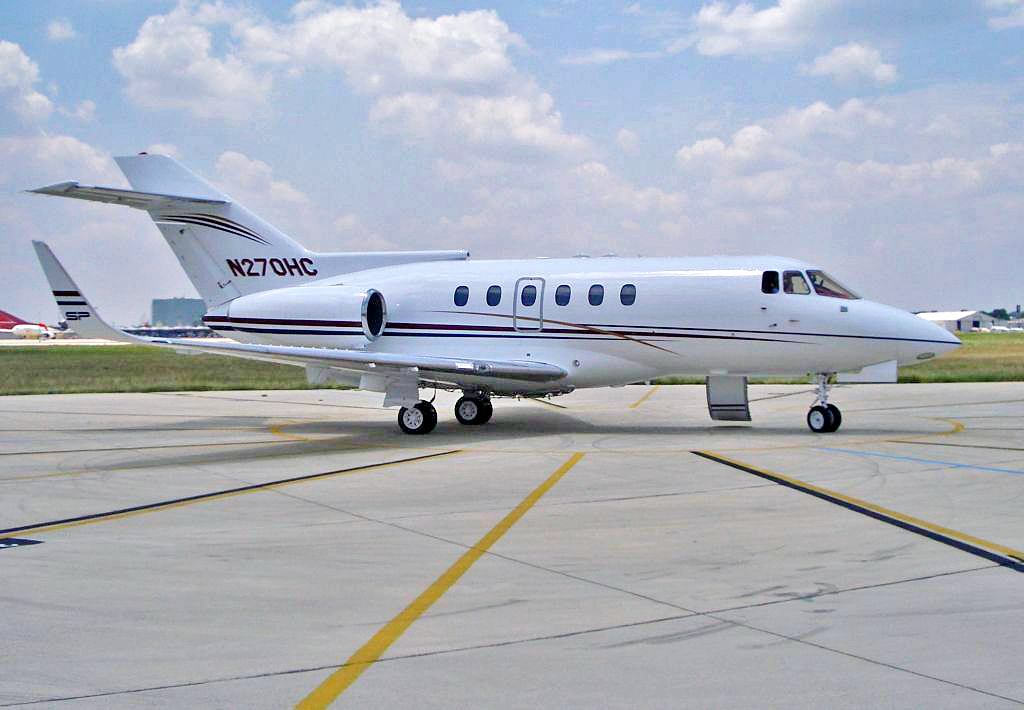
هوكر 800SP

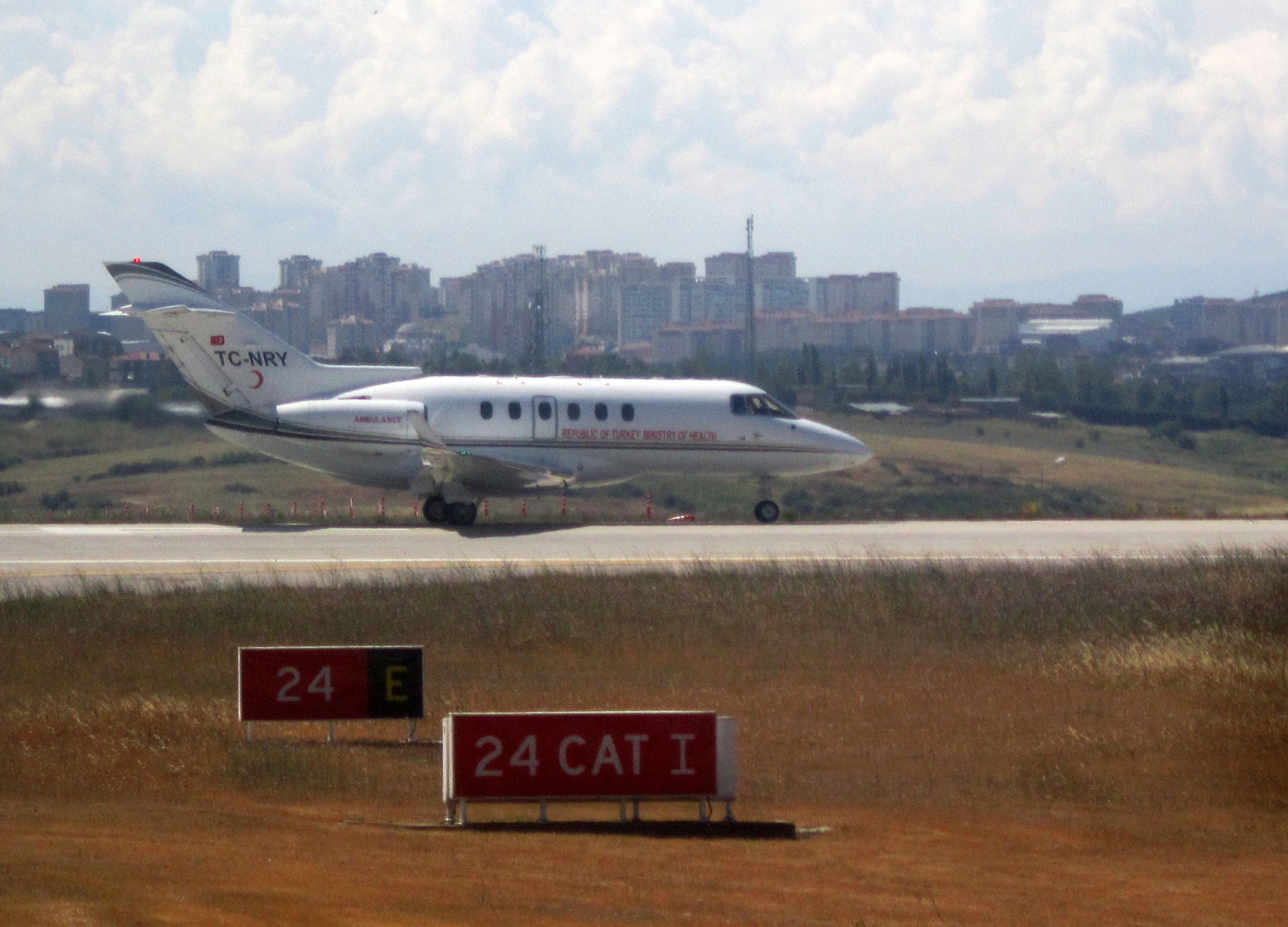
هوكر 900XP من وزارة الصحة (تركيا)

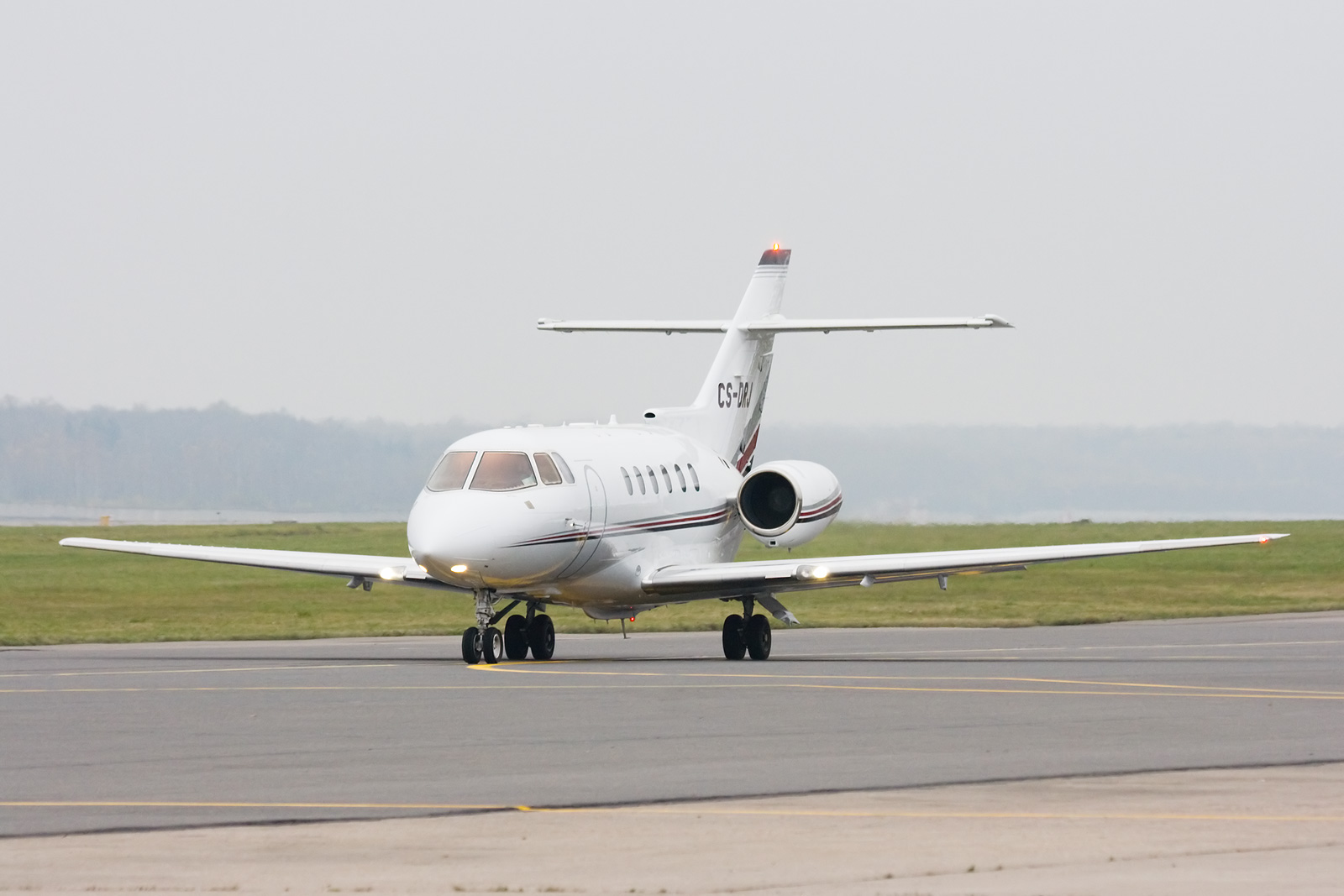
Raytheon Hawker-800XP

- هوكر 750
- هوكر 800
- هوكر 800XP
- هوكر 800XP Pro Line
- هوكر 800XPi
- هوكر 850XP
- هوكر 900XP
- U-125
- RC-800

## المشغلين

### مشغلي المدنية
يتم تشغيل الطائرة من قبل الأفراد والشركات ومشغلي الرحلات العارضة التنفيذية، وبرامج الملكية الجزئية.

### مشغلي العسكرية

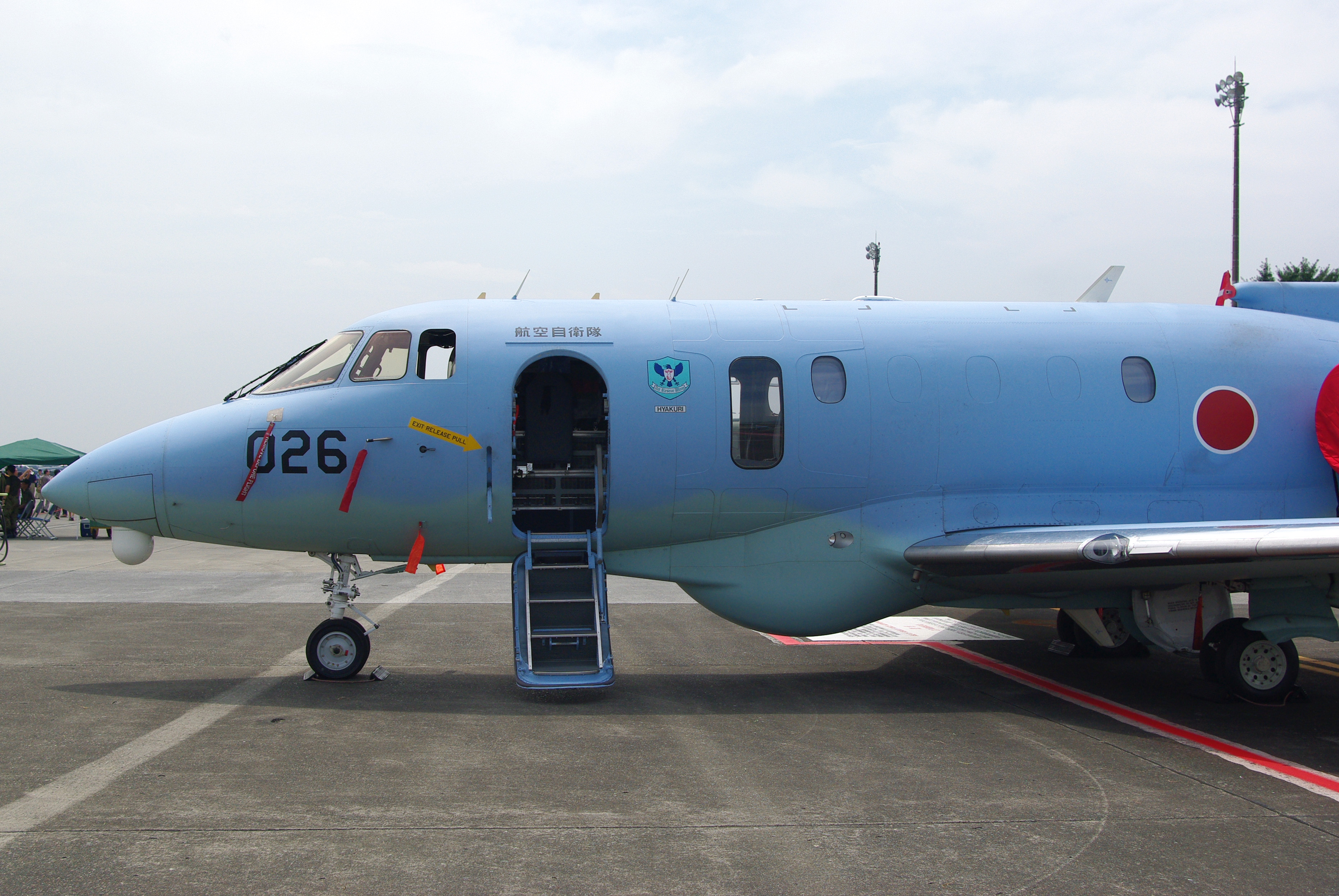
قوة الدفاع الذاتي الجوية اليابانية U-125A at قاعدة يوكوتا الجوية، طوكيو، اليابان, 2009

البرازيل
- القوات الجوية البرازيلية

 اليابان
- قوة الدفاع الذاتي الجوية اليابانية U-125A

 مالاوي
- جيش ملاوي

 نيجيريا
- سلاح الجو النيجيري

 باكستان
- البحرية الباكستانية[3]

 السعودية
- القوات الجوية الملكية السعودية

 كوريا الجنوبية
- سلاح الجو الكوري الجنوبي

## مواصفات (هوكر 850XP)
الخصائص العامة
- الطاقم: 2 طيار
- السعة: 8 ركاب نموذجية، 13 كحد أقصى
- الطول: 51 ft 2 in (15.6 m)
- باع الجناح: 54 ft 4 in (16.5 m)
- الارتفاع: 18 ft 1 in (5.5 m)
- الوزن فارغة: 15,670 lb (7,108 kg)
- وزن الإقلاع الأقصى: 28,000 lb (12,701 kg)
- محرك الطائرة: 2 × Honeywell TFE731-5BR  [لغات أخرى]‏ turbofan, 4660 lbf (20,700 N) الواحد

الأداء
- لا تتجاوز سرعة: Mach 0.80
- السرعة القصوى: 448 عقدة (وحدة) (514 mph) 830 km/h
- سرعة العبور: 402 kn (463 mph) 745 km/h
- سرعة انهيار: 170 km/h ()
- مدى (طائرة): 2,642 ميل بحري (4,893 km) 3,040 mi
- سقف الخدمة: 41,000 ft (12,497 m)
- معدل الصعود: 9.9 m/s (1948.8 ft/min)

## وصلات خارجية
- Hawker Official product page
- Farnborough 2012 Day 3 News Aviation Week pp52–53 tells the history of the 125/800
- Hawker 800XP Jet specifications and performance data